# Sulla riva dello Jonio
Sulla riva dello Jonio (titolo originale: By the Ionian Sea : Notes of a Ramble in Southern Italy) è un'opera del 1901 di George Gissing nella quale l'autore descrive un viaggio nell'Italia meridionale avvenuto nel 1897 alla ricerca dei luoghi nei quali fiorì la civiltà della Magna Grecia. 

## Edizioni
La prima edizione, in lingua inglese, apparve nel 1901 edita da Chapman & Hall. L'opera è stata tradotta in numerose lingue. La prima edizione in lingua italiana, nella traduzione di Margherita Guidacci, apparve nel 1957. 
Una nuova traduzione italiana dell'opera di Gissing, a cura di Mauro Francesco Minervino, venne pubblicata nel 1993. Tre recenti edizioni italiane sono apparse due nell'ottobre 2008, edite da Ilisso e da Rubbettino, e l'ultima nell'ottobre 2022, sempre a cura di Minervino, con il titolo Verso il mar Ionio. Un vittoriano al Sud, pubblicato da Exòrma Edizioni.

## Contenuto

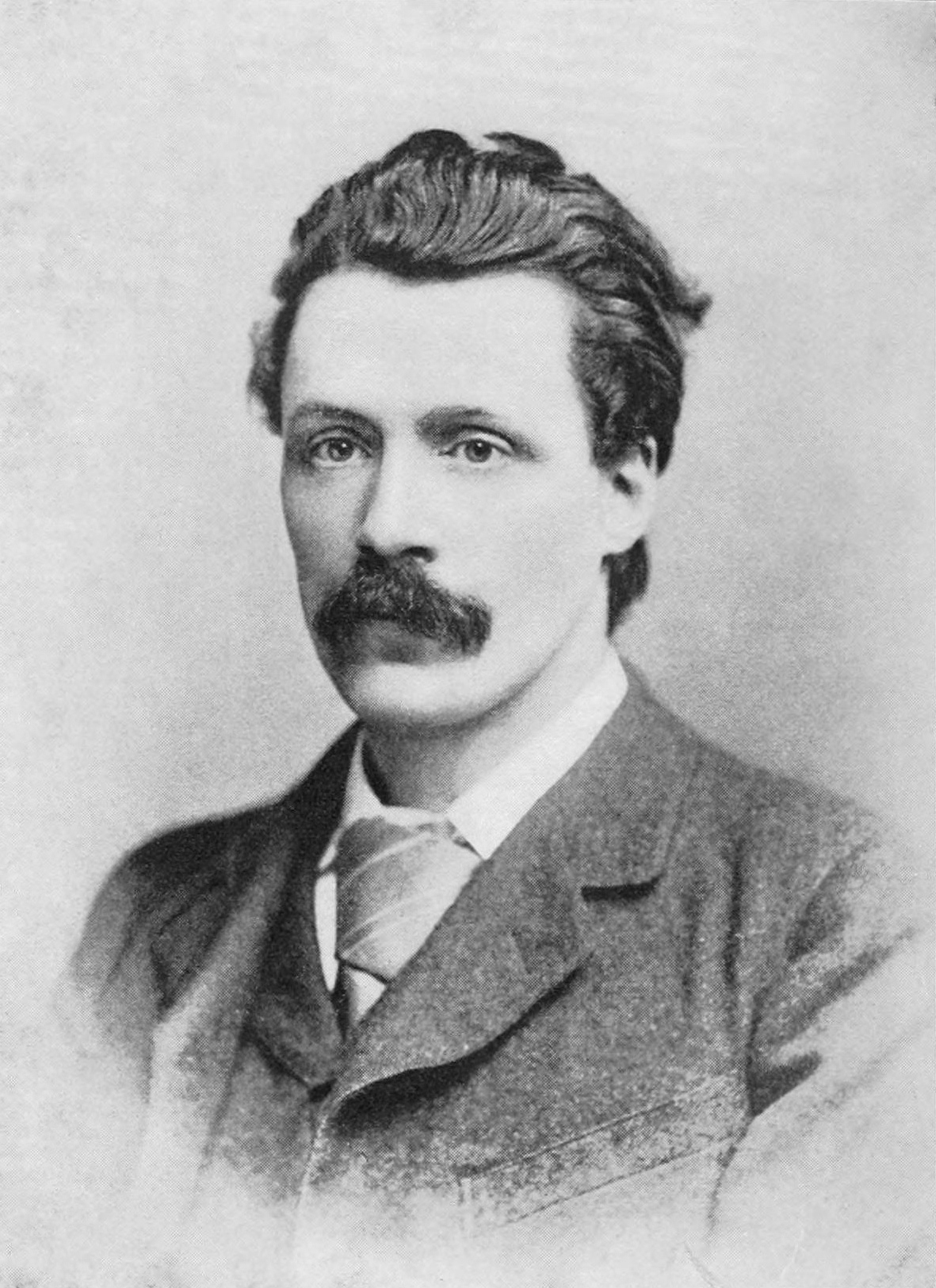
Ritratto di George Gissing

Lo scrittore inglese George Gissing (1857–1903) possedeva una vasta cultura umanistica e manifestò sempre un interesse letterario e umano per il mondo classico. In Sulla riva dello Jonio narrò le impressioni del viaggio da lui compiuto nel 1897 sulle coste del mar Ionio cercando inizialmente di ripercorrere l'itinerario descritto dall'archeologo francese François Lenormant nell'opera La Grande Grèce. L'itinerario di Gissing sarà invece ripercorso qualche anno dopo da Norman Douglas in Old Calabria.
L'autore si imbarca a Napoli per Paola e fa tappa innanzitutto a Cosenza, attratto dalla leggenda di Alarico. Si reca a Taranto in treno. Ritorna in Calabria e a Cotrone, l'odierna Crotone, ha un grave attacco di malaria. Qui conosce il medico Riccardo Sculco e la guardia civica, responsabile dei giardini pubblici Giulio Marino, a cui dedica belle pagine. Convalescente, si reca a Catanzaro, dove la bellezza della natura e l'ospitalità degli abitanti facilitano il recupero della salute. Da Catanzaro si reca a Squillace, dove rende omaggio a Cassiodoro, e prosegue infine per Reggio Calabria, nel cui museo archeologico Gissing trova traccia del passaggio di Lenormant.
A differenza della maggior parte dei viaggiatori del Grand Tour i quali, nei loro resoconti del viaggio nell'Italia meridionale, ai commenti sulla bellezza paesaggistica aggiungono spesso giudizi negativi sugli abitanti, Gissing mostra invece costantemente simpatia per le genti del Sud Italia, soprattutto per i più poveri calabresi di cui descrive con ammirazione la dignità e la gentilezza. Nel libro non mancano annotazioni sull'Italia meridionale post-unitaria (l'evidente decadenza del Sud in confronto agli splendori del passato; le vessazioni dello Stato con i "dazi" e il "focatico"; l'arroganza delle classi dirigenti; la modernizzazione che avanza anche nell'Italia meridionale, di cui la ferrovia è il segno più vistoso, con conseguenze potenzialmente pericolose per l'eredità del passato).

## Capitoli
- Capitolo I: Partenza da Napoli
- Capitolo II: Paola
- Capitolo III: La tomba di Alarico
- Capitolo IV: Taranto
- Capitolo V: Dulce Galaesi flumen
- Capitolo VI: La tavola dei paladini
- Capitolo VII: Cotrone
- Capitolo VIII: Volti per la via
- Capitolo IX: II mio amico dottore
- Capitolo X: Figli della terra
- Capitolo XI: II monte del rifugio
- Capitolo XII: Catanzaro
- Capitolo XIII: La cima ventosa
- Capitolo XIV: Squillace
- Capitolo XV: Miseria
- Capitolo XVI: Cassiodoro
- Capitolo XVII: La grotta
- Capitolo XVIII: Reggio

## Curiosità
Il libro di Gissing ha ispirato Federico Fellini ed Ennio Flaiano per il cognome (Paparazzo) del fotoreporter del film La dolce vita. Coriolano Paparazzo era il nome del proprietario dell’albergo di Catanzaro nel quale venne ospitato lo scrittore inglese.